# Державна премія УРСР імені Тараса Шевченка — лауреати 1981 року
Державні премії УРСР імені Тараса Шевченка в галузі літератури, журналістики, мистецтва і архітектури 1981 року були присуджені спільною Постановою Центрального Комітету Компартії України і Ради Міністрів Української РСР № 87 від 17 лютого 1981 р. за поданням Комітету по Державних преміях Української РСР імені Т. Г. Шевченка.

## Список лауреатів
| Галузь                           | Лауреат | Обґрунтування |
| -------------------------------- | --- | --- |
| Література                       | Дімаров Анатолій Андрійович | за роман-дилогію «Біль і гнів». |
| Література                       | Титов Владислав Андрійович | за повісті «Всем смертям назло…», «Ковыль-трава степная». |
| Журналістика і публіцистика      | Коротич Віталій Олексійович | за книги публіцистики «Кубатура яйця», «Побачити зблизька» та публіцистичні виступи у пресі, по радіо і телебаченню. |
| Образотворче мистецтво           | Шорін Едуард Олексійович — керівник роботи Гусельникова Тамара Валентинівна — архітектор-реставратор Художники: Озерний Михайло Іванович Семерньов Віктор Михайлович Стешин Юрій Тимофійович Іванов Віктор Якимович — інженер-конструктор Завідувачі відділів музею, наукові консультанти: Хлопинська Людмила Дмитрівна Чередниченко Галина Іванівна Керанчук Леонід Кирилович — будівельник | за створення Музею суднобудування і флоту в місті Миколаєві. |
| Оперно-театральне мистецтво      | Роговцева Ада Миколаївна | за виконання ролей Раневської («Вишневий сад» А. Чехова), Лесі Українки («Надеяться» Ю. Щербака), Надії («Хазяйка» М. Гараєвої) на сцені Київського Державного академічного російського драматичного театру імені Лесі Українки. |
| Концертно-виконавська діяльність | Державна ордена Трудового Червоного Прапора академічна заслужена капела УРСР «Думка» | за концертні програми останніх років. |
| Концертно-виконавська діяльність | Черкаський державний академічний заслужений український народний хор | за концертні програми останніх років. |
| Архітектура                      | Сліпець Степан Павлович — архітектор, керівник авторського колективу Архітектори, автори проекту: Лушпа Михайло Панасович Чорнодід Андрій Юхимович Петрова Ірина Львівна — інженер-конструктор, автор проекту | за Сумський театр драми і музичної комедії імені М. С. Щепкіна. |